# Hypodematium squamuloso-pilosum
Hypodematium squamuloso-pilosum là một loài thực vật có mạch trong họ Woodsiaceae. Loài này được Ching miêu tả khoa học đầu tiên năm 1977.